# Internationale Vereinigung des Rheinschiffsregisters
Die Internationale Vereinigung des Rheinschiffsregisters (IVR) ist eine internationale Organisation zur Sicherung der Binnenschifffahrt. Ihr Sitz ist in Rotterdam.

## Geschichte
Die IVR wurde 1874 von Versicherungsgesellschaften aus Deutschland und der Schweiz (Rheinschiffsregisterverband) gegründet. Damit wurde beabsichtigt alle zu versichernden Binnenschiffe über die gesetzlichen Inspektionen (von Schiffsuntersucherungskommissionen) hinaus einer Tauglichkeitsprüfung zu unterwerfen die für tauglich befundenen Schiffe in ein Register aufzunehmen, 1879 erschien das 1. IVR-Register.
Nach Ende des Zweiten Weltkriegs wurde die Vereinigung 1947 in Rotterdam unter dem Namen Internationale Vereinigung des Rheinschiffsregisters  neu gegründet, wobei sich den ursprünglichen Versicherungsgesellschaften nunmehr auch die Schifffahrtsverbände und Schifffahrtstreibenden aus allen Rheinuferstaaten und Belgien anschlossen. Um auch den Einfluss der Regierungsvertreter dieser Staaten in der IVR geltend zu machen, übernahm die Zentralkommission für die Rheinschifffahrt (ZKR) in Straßburg die Schirmherrschaft über die IVR.

## Mitglieder
Mitglieder der Vereinigung sind
1. Rechtspersonen und natürliche Personen aus
a. der Versicherungsbranche,
b. der Binnenschifffahrt und/oder deren Dachverbände und
c. der Advokatur.
2. Weitere Mitglieder der IVR sind Experten und Sachverständige auf dem Gebiet des Schiffbaus
3. Vertreter der mit der Binnenschifffahrt verwandter Sektoren.

## Zweck
Zweck der Organisation ist:
- die technische Beurteilung von Schiffen und die Erteilung von Schadensverhütungsuntersuchung (SVU)-Tauglichkeitsattesten auf Basis der technischen Vorschriften SVU;
- die Erstellung und Empfehlung einheitlicher Regeln für Havarie-Grosse (Haverei) Fälle;
- die Registrierung der Angaben der Binnenschiffe, sowie die Veröffentlichung dieser Daten für Interessenten;
- die rechtliche Harmonisierung und Vereinheitlichung der Transport- und Haftungsvorschriften für die Schifffahrt auf europäischen Wasserstraßen